# Olga Nikolajewna Zuberbiller
Olga Nikolajewna Zuberbiller, geboren Olga Nikolajewna Gubonina, (russisch Ольга Николаевна Цубербиллер, Geburtsname russisch Ольга Николаевна Губонина; * 7. Septemberjul. / 19. September 1885greg. in Moskau; † 28. September 1975 ebenda) war eine russisch-sowjetische Mathematikerin und Hochschullehrerin.

## Leben
Olga Nikolajewnas Vater N. P. Gubonin († 1918) war der Sohn eines freigelassenen leibeigenen Bauern und Unternehmers Pjotr Ionowitsch Gubonin und arbeitete bei der Ostchinesischen Eisenbahn. Sie besuchte das Moskauer Mädchengymnasium der Sofja Alexandrowna Arsenjewa (Tochter des Architekten Alexander Lawrentjewitsch Witberg) mit Abschluss 1903. Darauf studierte sie in den von Wladimir Iwanowitsch Guerrier gegründeten Moskauer Höheren Frauenkursen in der physikalisch-mathematischen Fakultät mit Abschluss 1908 mit Auszeichnung. Eine wichtige Rolle als Lehrmeister in ihrem Leben spielte der Mathematiker Boleslaw Kornelijewitsch Mlodsijewski. 1907 hatte sie den Vizevorsitzenden des Moskauer Bezirksgerichts Wladimir Wladimirowitsch Zuberbiller (* 1866) geheiratet, der 1910 starb.
Olga Zuberbiller lehrte Höhere Mathematik in den Moskauer Höheren Frauenkursen, die nach der Oktoberrevolution die 2. Moskauer Staatliche Universität und 1930 das Institut für Feinchemietechnologie wurden. 1930 wurde sie dort zur Professorin ernannt.

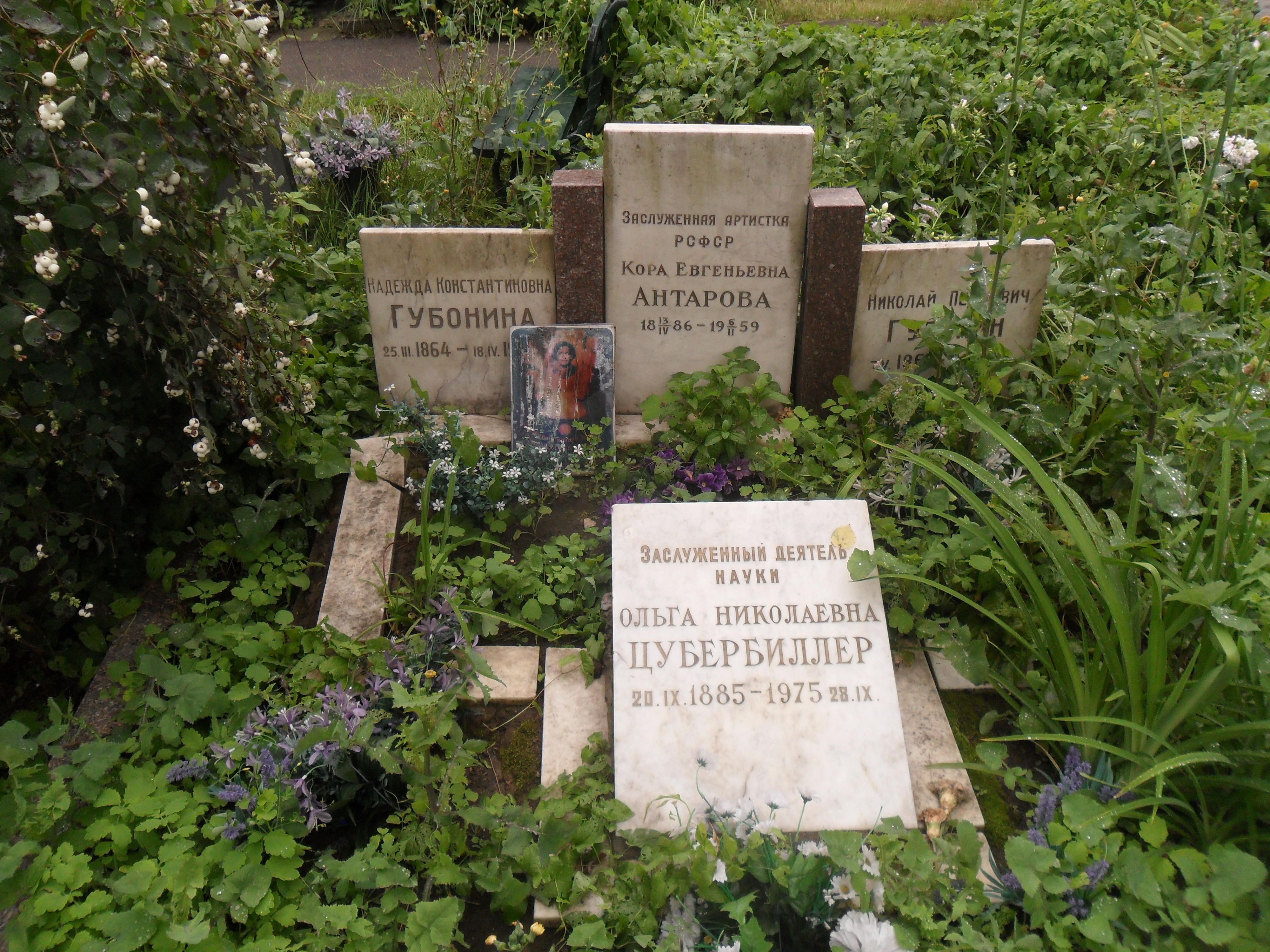
Zuberbillers und Antarowas Grab

Zuberbiller war eine enge Freundin der Dichterin Sofija Jakowlewna Parnok, deren Nachlass sie nach deren Tod 1933 verwaltete. Sie war dann mit der Kontra-Altistin Konkordija Jewgenjewna Antarowa eng befreundet.
Zuberbiller ging 1969 in den Ruhestand.
Zuberbiller wurde auf dem Nowodewitschi-Friedhof begraben.

## Ehrungen, Preise
- Verdiente Wissenschaftlerin der RSFSR (1955)